# Malthinus sancticatalinus
Malthinus sancticatalinus là một loài bọ cánh cứng trong họ Cantharidae. Loài này được Fender miêu tả khoa học năm 1972.